# CanevaWorld Resort
CanevaWorld Resort est un complexe de loisirs situé à Lazise sul Garda dans la province de Vérone en Italie, proche du lac de Garde et à quelques minutes, par la route régionale 249, du parc Gardaland. Ouvert depuis 2002, s'y trouve un parc à thèmes consacré au cinéma, un parc aquatique tropical, ainsi qu'une zone proposant des restaurants à thème et un bar.

## Movieland The Hollywood Park
Anciennement dénommé Movie Studios Park puis Movieland Studios, ce parc est entièrement consacré au cinéma, du dessin animé au film d'aventure en passant par la comédie musicale et le film d'horreur ! L'allée principale est agrémentée de décors hollywoodiens, on peut y voir la voiture des Blues Brothers et la DeLorean du film Retour vers le futur. Le parc propose quelques attractions étonnantes tel Horror House (interdite aux moins de 14 ans) et Magma ainsi que plusieurs spectacles.

## Caneva The Aquapark
Ce parc aquatique entièrement décoré à la manière d'un lagon tropical propose plusieurs types de toboggan à eau, différents espaces de baignade, une plage de sable et des jeux aquatiques pour les enfants.

## Sunset Boulevard
Ce complexe nocturne, qui tire son nom du boulevard homonyme de Los Angeles et est situé à l'extérieur des parcs, dispose de trois restaurants à thème et d'un bar.

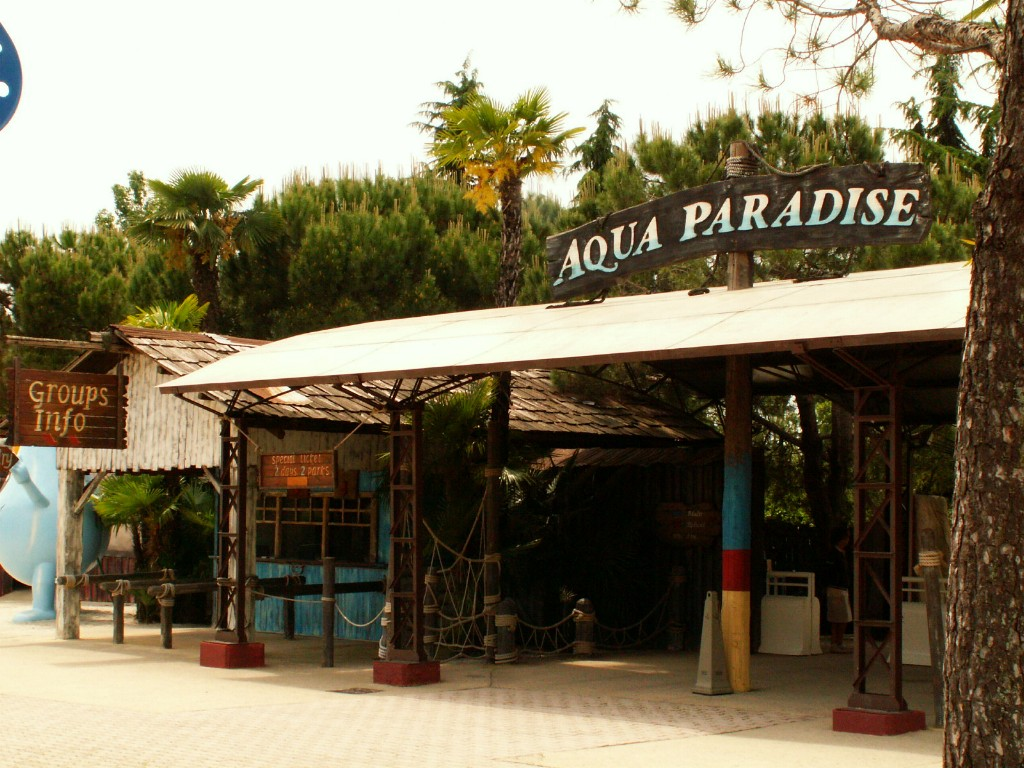
Aqua Paradise
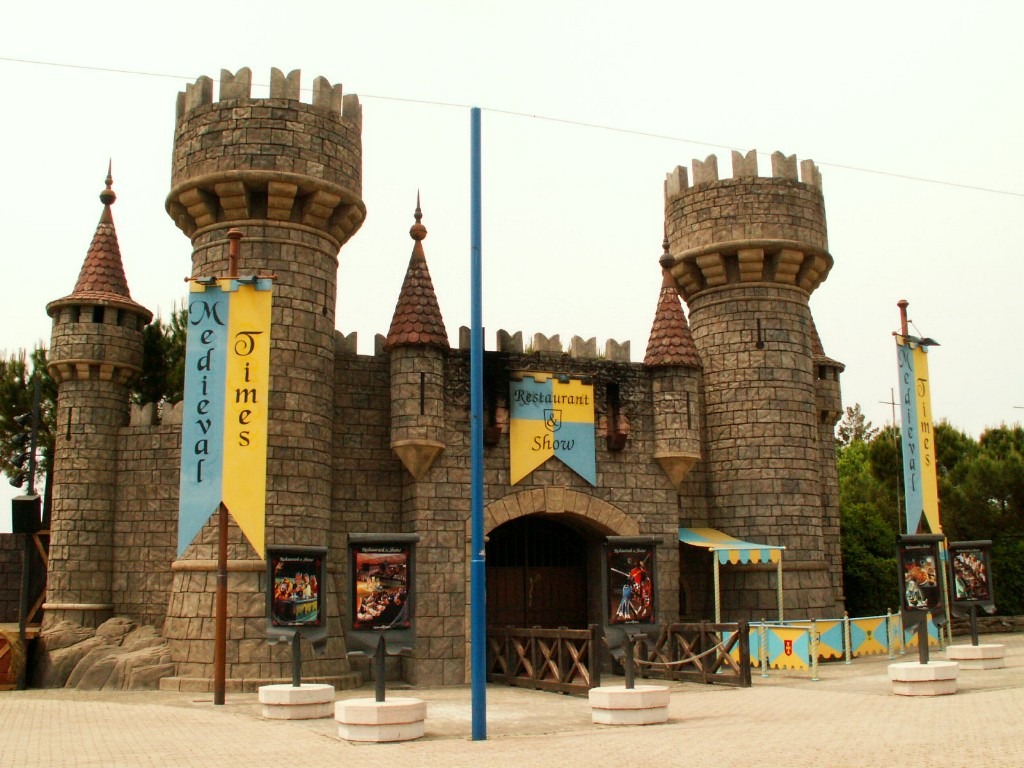
Medieval Times Restaurant & Show : ce restaurant propose un dîner-spectacle médiéval.
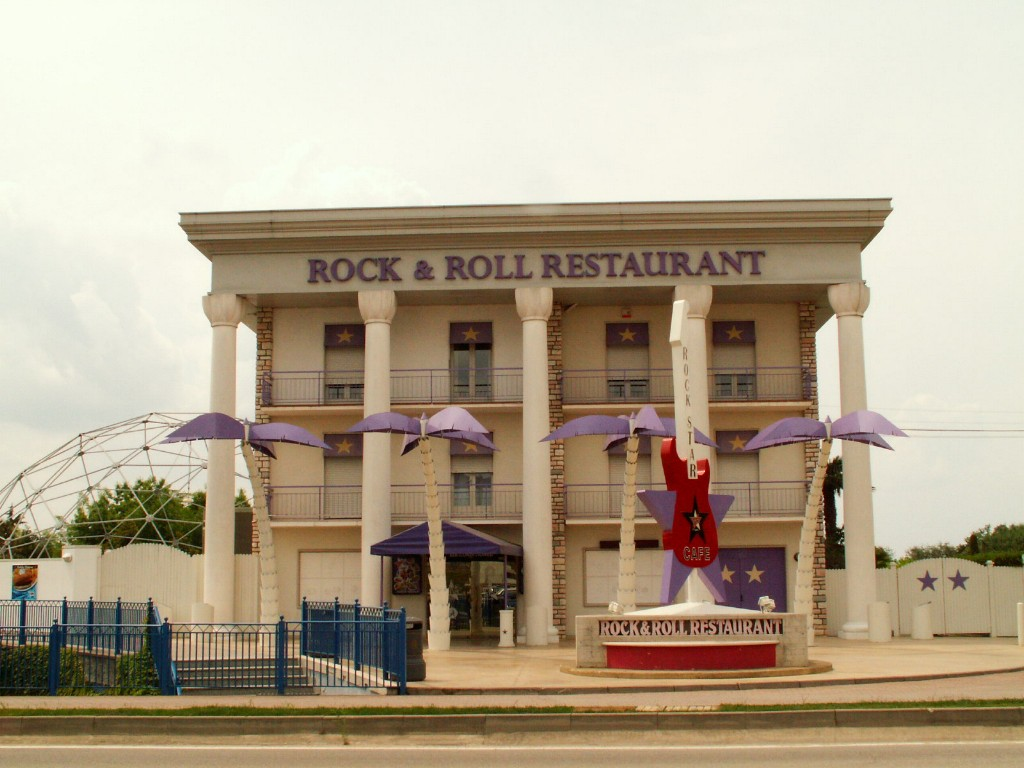
Rock Star Restaurant : anciennement Rock 'n' roll Restaurant puis Rock Star Cafe, ce restaurant propose de la cuisine américaine dans une ambiance rock 'n' roll.
- Safari Pizza : une pizzeria dans un décor de savane comprenant des chutes d'eau et des animaux animatroniques.
- Margaritas Cocktail : un bar reprenant le thème des Caraïbes.